# Ángel Pascual i Devesa
Ángel Pascual i Devesa (Finestrat, 1888 - Alacant, 1950) va ser un metge valencià del cos médic de la Beneficència municipal, president del Col·legi de Metges d'Alacant (1932-35) i de l'Agrupació Regionalista Alacantina, a més, polític republicà i francmaçó.

## Biografia
Va nàixer a Finestrat (Marina Baixa) el 12 de febrer de 1888, però es traslladà prompte a Alacant, on el seu pare (farmacèutic) va obrir una farmàcia al carrer de Sant Francesc, a la casa familiar obra de l'arquitecte Juan Vidal i Ramos. En la seua adultesa va estudiar Medicina a la Universitat de València, on es llicencia el 1911. Després d'ingressar en el Col·legi de Metges va opositar a la Beneficència municipal obtenint plaça en Puericultura. A «La Gota de Llet» va desenvolupar la seua tasca en el Reformatori d'Adults amb el seu superior Pascual Pérez i Martínez, per un temps sent substituït per Rafael Gandulla Coderch; després arribaria a ser nomenat inspector municipal de Sanitat. També va ser contractat per la societat Gas d'Alacant i per la Companyia dels Ferrocarrils de Madrid a Saragossa i a Alacant com metge dels empleats, sent vicepresident de la junta que agrupava a tots els metges de la ciutat amb Mariano Ruiz de president. El 1926 va ser designat vicepresident del Col·legi de Metges pel president Evaristo Manero Pineda, qui es trobava immers en un debat polític intern, i un any després va ingressar com a acadèmic corresponent en la 'Real Academia de Medicina de Saragossa' gràcies al seu treball "La supervivència en el seu aspecte mèdic", que va presentar al concurs anual i publicar en la revista col·legial, junt amb "La defensa social de l'infància". També serà membre de la Societat Mèdic-Quirúrgica d'Alacant. Entre 1932 i 1935 fou el president del Col·legi de Metges amb J. Martínez Bayarri, F. Claramunt, el dr. F. Bellvert i José Clavero, entre d'altres, havent d'abandonar la presidència per problemes de salut, substituït pel metge Sánchez San Julián.
Va mostrar el seu interés pels assumptes polítics. Va ser un deixeble de l'històric metge i regidor republicà Antonio Rico Cabot, francmaçó. Per la seua influència, ingressa en la maçoneria alacantina el 1924, amb el nom simbòlic d'«Asclepíades» en la lògia Numancia, una de les tres principals. Soci del Ateneu Alacantí, del qual seria vicepresident el 1931 amb Franklin Albricias Goetz -i durant la presidència del seu cunyat Eliseu Gómez i Serrano-, i va participar en el món cultural col·laborant en revistes de l'època com El Tio Cuc o els periòdics "Lucentum" i "El Luchador" de Carlos Esplá Rizo i Alvaro Botella i Pérez respectivament. Va ser un dels membres creadors de les Fogueres d'Alacant i president de la seua comissió gestora durant el període 1936-1939. Paral·lelament, i en reacció a la deriva autoritària del règim del general Miguel Primo de Rivera Orbaneja, va ser el 1925 un dels fundadors de Acció Republicana, un partit esquerrà liberal liderat per Manuel Azaña Díaz, i el 1930 va ser designat vicepresident provincial (presidida a Alacant per l'alcalde Llorenç Carbonell i Santacruz), integrant-se en la junta nacional de la formació. Un any després en seria president. En les Eleccions generals espanyoles de 1931 va ser candidat d'Acció Republicana, però no va ser triat. A partir de 1933 va ser el president de l'Agrupació Regionalista Alacantina i més tard s'incorpora a Izquierda Republicana (com tota la lògia Numancia, que escull el socialisme.) Per la seua participació en la vaga revolucionària d'octubre de 1934 fou detingut i alliberat dies després. Seria triat president de Izquierda Republicana a Alacant el mateix any que va morir el seu germà Andrés al bombardeig d'Alacant durant la Guerra Civil.
Una vegada finalitzada la Guerra Civil Espanyola, amb la instauració del franquisme, va ser empresonat, com a president local de Izquierda Republicana, al Reformatori d'Adults (on mateix treballava), on va curar del poeta Miguel Hernández Gilabert, empresonat i malalt durant l'hivern de 1941; col·laborant amb el doctor Pérez Miralles, cap d'infermeria, fins l'arribada d'Antonio Barbero Carnicero. El Consell de Guerra va dictarper a ell pena de mort, però molta gent va testificar al seu favor i va ser permutat per dotze anys de reclusió a Chinchilla i Ocaña (Castella - la Manxa), després de ser separat del servici. Abans, però, va obtindre la condicional i desterrat a València el 1946. Un any després, altra vegada a Alacant, va ser detingut (1947) amb el sastre Rafael Pagán, acusats d'intentar recompondre Izquierda Republicana. Va ser jutjat i condemnat pel Tribunal Especial de Repressió de la Maçoneria i del Comunisme a un any i sis mesos de reclusió a la presó central d'Alcalá de Henares. Mai va eixir d'Alacant perquè va emmalaltir greument el 1948 i es va traslladar a la seua finca "Villa Vicenta" al barri de Les Carolines. L'any 1950 va morir.
Els seus fills van ser metges i, particularment, Ángel Pascual Megias, va ser professor al Centre d'Estudis Universitaris alacantí, matriu de la Universitat d'Alacant a principis de la dècada del 1970.
Després de la Transició democràtica espanyola, l'any 1987 l'Ajuntament d'Alacant va anomenar un carrer amb el seu nom al barri de Bonavista i l'any 2011 se li va concedir el títol honorífic de «Fill Il·lustre» de la ciutat.